# Portfolio
Portfolio (z ital.) znamená původně desky na spisy nebo listiny.

## Investiční portfolio
V ekonomii je portfolio odborný termín pro určitou sestavu, soubor akcií a jiných cenných papírů v majetku jednoho investora. Někdy také ve významu skladba různých aktiv. Obecně se investor snaží sestavit (diverzifikovat) takové portfolio cenných papírů, které přinášejí maximální zisk a zároveň jsou rozmanité (diferencované), aby se tím minimalizovala možná rizika. Tyto dva cíle jdou však často proti sobě, takže skladba portfolia znamená jistý kompromis.
Finanční portfolio je jedním z možných výstupů finančního plánování.

## Další významy
V přeneseném smyslu může portfolio znamenat sestavu nebo paletu například různých produktů téhož výrobce (firmy) nebo individuálního autora, umělce – „výrobní portfolio“, „designérské portfolio“, „výtvarné portfolio“.
Francouzská forma portefeuille nebo počeštěně portfej se užívá ve spojení „ministr bez portfeje“, což je člen vlády, který nemá přidělen žádný určitý resort, takže – obrazně řečeno – chodí na zasedání bez desek se spisy.
Portfolio je též název modernější formy životopisu, žádané v současnosti většími firmami a hlavně vysokými školami. V portfoliu student nebo zájemce o práci uvádí všechny stránky svého charakteru, které ho činí jedinečným. Jsou v něm obsaženy nejen fotografie a jejich popis, ale i dokumenty, diplomy a ostatní listiny, které obsahují úspěchy jedince v jeho životě.